# Fichtenberg
Fichtenberg è un comune tedesco di 2 996 abitanti,, situato nel land del Baden-Württemberg.